# Микава (залив)
Залив Микава, Бухта Микава (яп. 三河湾 микава-ван) — полузакрытый залив, мелкий эстуарий в Японии на тихоокеанском побережье центральной части острова Хонсю. В залив впадают реки Яхаги и Тоё.
Залив Микава состоит из эстуариев рек Яхаги (бухта Кинуура) и Тоё (бухта Ацуми).
Площадь залива составляет 604 км² (500 км²), средняя глубина составляет 9,2 м.. Залив является типичным частично перемешиваемым эстуарием. Через проходы (проливы) Мородзаки и Накаяма залив Микава соединяется с заливом Исе, который, в свою очередь, соединён с Тихим океаном через узкий проход Ираго (Ирако).

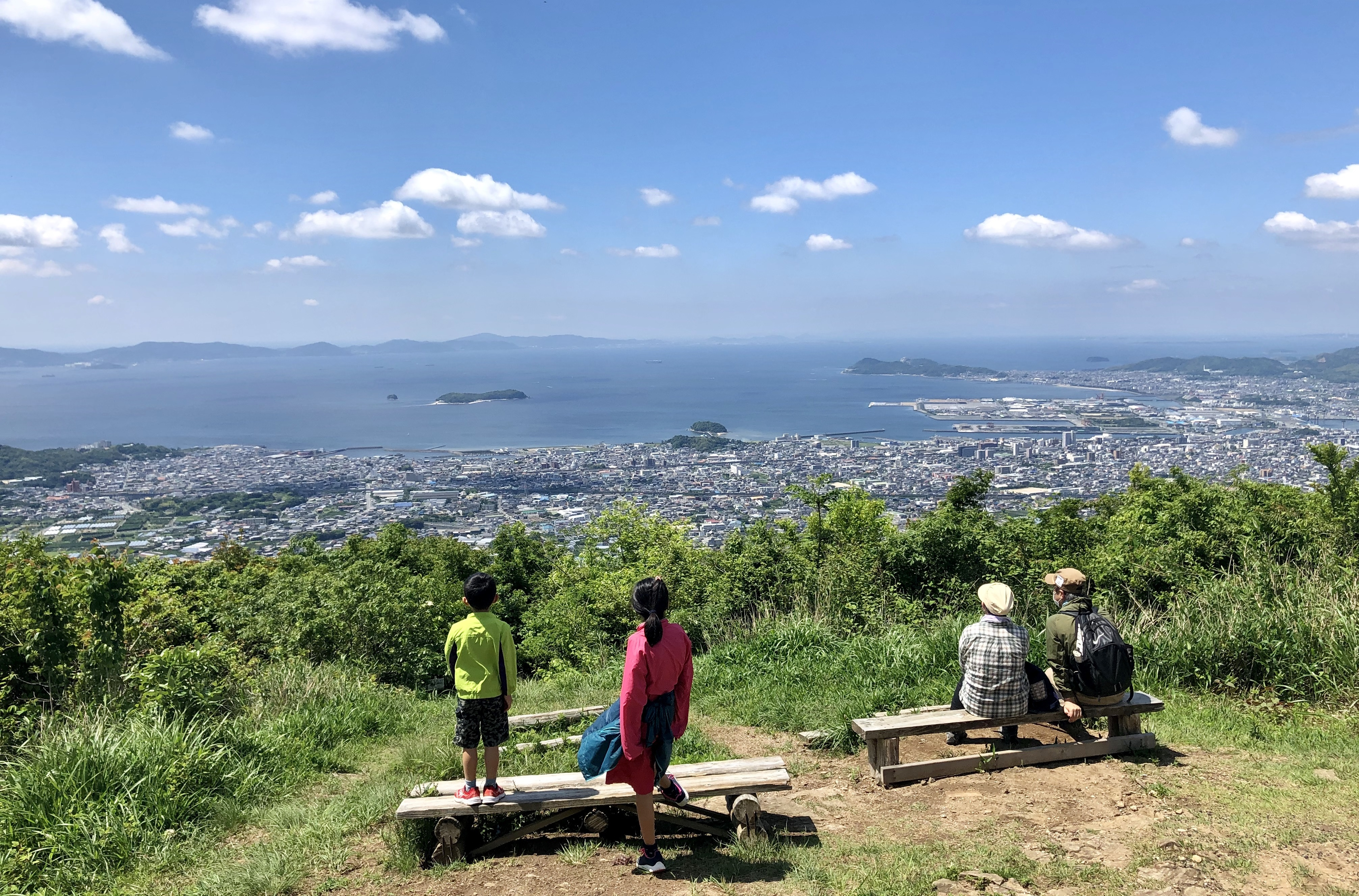
Вид на залив с горы Гои

Залив расположен на тихоокеанском побережье центральной части Хонсю. На западе он отделён от залива Исе полуостровом Тита, а на востоке отделён от Тихого океана полуостровом Ацуми. Западную часть залива называют бухтой Тита, восточную — бухтой Ацуми. К северу от залива лежит равнина Ниси-Микава, покрытая плейстоценовыми террасами и аллювиальными отложениями. Полуостров Тита, вытянутый в направлении север-юг, холмистый и сложен плейстоценовыми и плиоценовыми отложениями, в южной части на поверхность выходят осадочные породы миоцена. С юго-востока и северо-востока равнину Ниси-Микава обрамляют горы Хадзу и Микава, сложенные метаморфическими скалами мезозоя и гранитом. Полуостров Ацуми вытянут в направлении ВСВ-ЗЮЗ.
Благодаря питательным веществам, которые несут реки, залив богат промысловой рыбой, но это вызывает и его эвтрофикацию (один из самых эвтрофицированных заливов Японии на начало XXI века).
В заливе ежегодно происходит цветение воды (диатомеи — например Skeletonema costatum, Chaetoceros sociale — и динофлагеллаты — Ceratium fusus, Prorocentrum micans). Другой причиной эвтрофикации, снижения качества воды и потери большого количества ваттов является обширное осушение земель в заливе.
Также с 1970-х годов в заливе регистрируются бедные кислородом воды. Это явление часто длится не менее четырёх месяцев, с середины июня по середину октября. Ранее в заливе в больших количествах вылавливали ракообразных, двустворчатых и донных рыб (например, по вылову венеруписа филиппинского залив занимал первое место в Японии), но к началу XXI века улов в регионе сократился почти вдвое по сравнению с 1960-ми годами. На начало XXI века рыболовная активность сосредоточена лишь у устья залива.
В результате мер, предпринятых в 2010-х годах, сброс питательных веществ в озеро резко сократился и качество воды повысилось. С другой стороны, по утверждениям представителей местной рыболовной отрасли, концентрация питательных веществ стала слишком низкой для обитателей залива — так, улов двустворчатых сократился с 2013 по 2017 год почти в 10 раз.
С июня по сентябрь происходит стратификация (расслоение) воды залива — вода покидает залив через верхний слой, в то время как океаническая вода втекает через нижний.
Вода из Тихого океана втекает в залив Исе через нижний слой воды в проливе Ираго и смешивается с водами Исе у устья залива Микава, а также смешивается с водой из залива Тита через нижние слои пролива Мородзаки.
В отличие от этого, в залив Ацуми морская вода не проникает далее мыса Ираго.
В 1959 году регион сильно пострадал от тайфуна Вера (в Японии — «тайфун Исэ-ван»), так как многие жилые районы расположены в низколежащей местности, особо подверженной наводнениям. У восточной части залива в 1960-х годах интенсивно развивалась промышленность. В Гамагори, на восточной оконечности залива, расположен важный порт Микава, через который импортируются и экспортируются автомобили и лес.

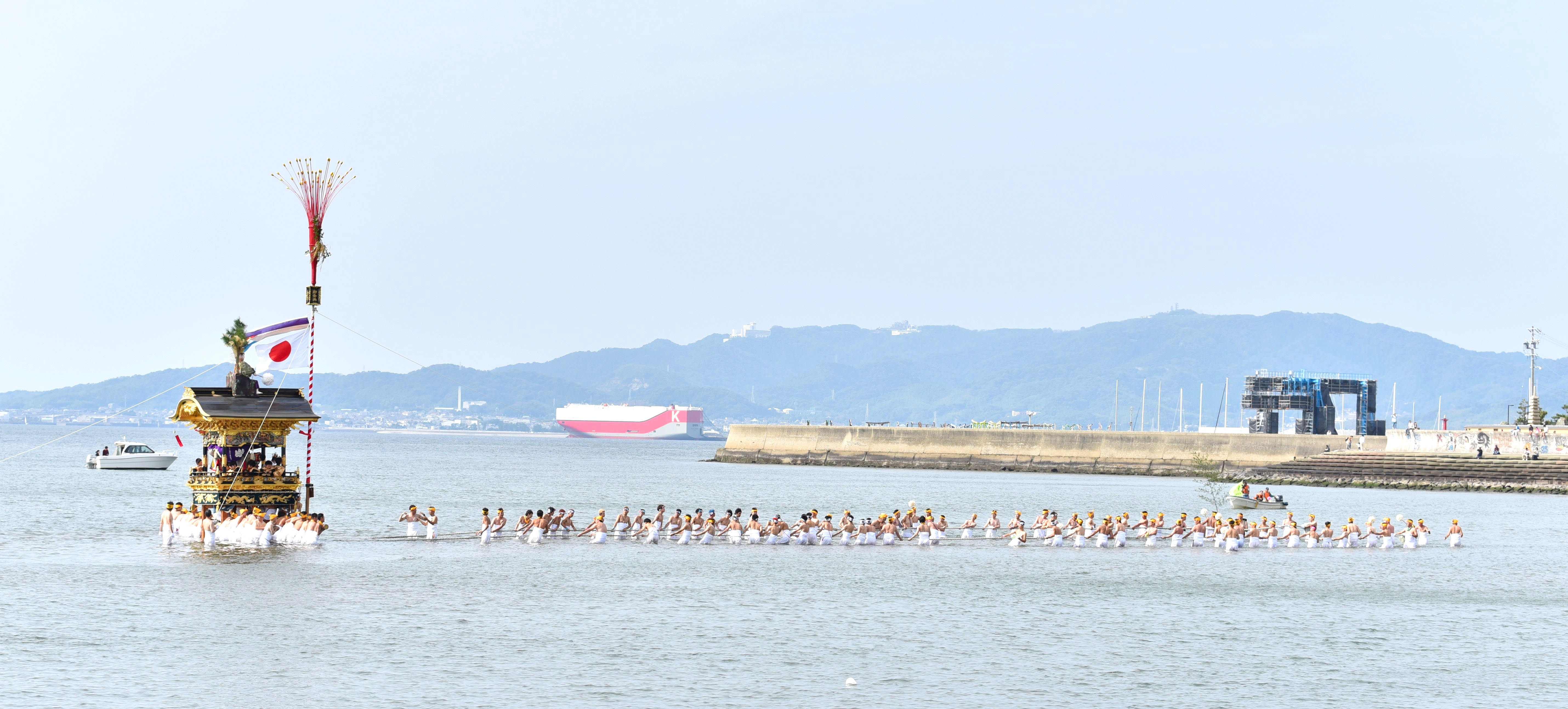
Мия-мацури в заливе Микава

484 км² площади залива, включая 29,5 км побережья, являются экологически или биологически значимой морской зоной (яп. 生物多様性の観点から重要度の高い海域). Зона простирается от мыса Ираго до залива Микава и южной части полуострова Тита.
Около мыса Ираго произрастают водоросли комбу и Sargassum fulvellum. В заливе встречается венерупис филиппинский. В ваттах Фукуэ около Икавадзу в южной части залива наблюдается разнообразие видов птиц, например, встречаются серый чибис, монгольский зуёк, пепельный улит, камнешарка, чернозобик, дальневосточный кроншнеп и восточная тиркушка.
У устья реки Симбори встречаются виды, эндемичные для маршей: Juncaginaceae, Suaeda maritima, Artemisia fukudo, Limonium tetragonum и прочие. Многие виды перелётных птиц останавливаются весной и осенью на ваттах Сиокава на востоке залива, некоторые там и зимуют.
Расположенные в городе Гамагори синтоистские святилища Яцугуру и Вакамия ежегодно проводят в октябре праздненство Мия-мацури, в течение которого платформы даси выводятся в воды залива, где проводятся ритуалы.